# Associazione Sportiva Rondinella Marzocco 1980-1981
Questa voce raccoglie le informazioni riguardanti l'Associazione Sportiva Rondinella Marzocco nelle competizioni ufficiali della stagione 1980-1981.

## Rosa
| N. |                   | Ruolo | Calciatore         |
| -- | ----------------- | ----- | ------------------ |
|    | Italia (bandiera) | A     | Claudio Ancillotti |
|    | Italia (bandiera) | P     | Marco Antonelli    |
|    | Italia (bandiera) |       | Arrighetti         |
|    | Italia (bandiera) | C     | Gianfranco Bedin   |
|    | Italia (bandiera) | D     | Sergio Berti       |
|    | Italia (bandiera) | P     | Alessandro Biagini |
|    | Italia (bandiera) | D     | Walter Casarotto   |
|    | Italia (bandiera) | C     | Piero Donatini     |
|    | Italia (bandiera) | D     | Daniele Fortunato  |
|    | Italia (bandiera) | C     | Giuliano Giani     |
|    | Italia (bandiera) | C     | Maurizio Hemmy     |
|    | Italia (bandiera) | D     | Stefano Lazzeri    |

| N. |                   | Ruolo | Calciatore          |
| -- | ----------------- | ----- | ------------------- |
|    | Italia (bandiera) |       | Luchi               |
|    | Italia (bandiera) | D     | Enrico Maccanti     |
|    | Italia (bandiera) | D     | Andrea Mattolini    |
|    | Italia (bandiera) | A     | Mario Palazzi       |
|    | Italia (bandiera) | D     | Moreno Pecci        |
|    | Italia (bandiera) | C     | Paolo Pesalovo      |
|    | Italia (bandiera) | A     | Claudio Ricciarelli |
|    | Italia (bandiera) | D     | Mauro Riccieri      |
|    | Italia (bandiera) | D     | Claudio Rosi        |
|    | Italia (bandiera) |       | Russo               |
|    | Italia (bandiera) | A     | Carmine Torano      |